# Termisjoki
Termisjoki of Terbmisjoki (Samisch ook wel: Dierpmesjohka) is een riviertje dat stroomt in de Finse gemeente Enontekiö in de provincie Lapland. De rivier stroomt van west naar oost en verzorgt de afwatering van het Termisjärvi op circa 610 meter hoogte naar het Rommajärvi op circa 565 meter. De Termisjoki behoort tot het stroomgebied van de Torne en de belangrijkste zijrivier is de Kaitsajoki.
Afwatering: Termisjoki → (Rommajärvi) →  Rommaeno → Lätäseno → Könkämärivier → Muonio → Torne → Botnische Golf